# Fehmarnbelt
De Fehmarnbelt (Deens: Femern Bælt, Duits: Fehmarnbelt) is een 18 kilometer brede zeestraat tussen de zuidkust van het Deense eiland Lolland en het Duitse eiland Fehmarn in het westelijk deel van de Oostzee. Midden tussen beide eilanden loopt een 9 kilometer brede geul met dieptes tussen 20 en 30 meter. De stromingen in de Fehmarnbelt worden voornamelijk door de wind veroorzaakt. De invloed van getijdenstromen is gering: slechts 0,2 tot 0,3 zeemijl per uur.

## Veerverbinding tussen Duitsland en Denemarken
Over de Fehmarnbelt loopt de Vogelfluglinie tussen het Duitse Puttgarden en het Deense Rødby. Momenteel is een onderzoek gaande om de veerverbinding te vervangen door een vaste verbinding over de Fehmarnbelt. Vooral het alternatief van een brug is bij natuurbeschermers omstreden, omdat dit een sterk negatief effect zou hebben op de vogeltrek en de flora en fauna in de Fehmarnbelt.
Onlangs is er echter een akkoord getekend door Duitsland en Denemarken over de bouw van een tunnel. Het project gaat circa 7,4 miljard euro kosten, grotendeels door Denemarken betaald. In november 2021 zijn de bouwwerkzaamheden begonnen en de tunnel zal naar verwachting in 2029 gereed zijn.